# Nouveau cimetière du Raincy
Le nouveau cimetière du Raincy, est un des deux cimetières de la commune du Raincy. Il est situé 50, allée du Plateau.

## Historique
Ce cimetière a été créé à l'emplacement d'une ancienne carrière de gypse à ciel ouvert. Il a de ce fait subi, il y a quelques années, un effondrement qui a déstabilisé quelques sépultures et en interdit de nouvelles vers le haut du terrain.

## Description

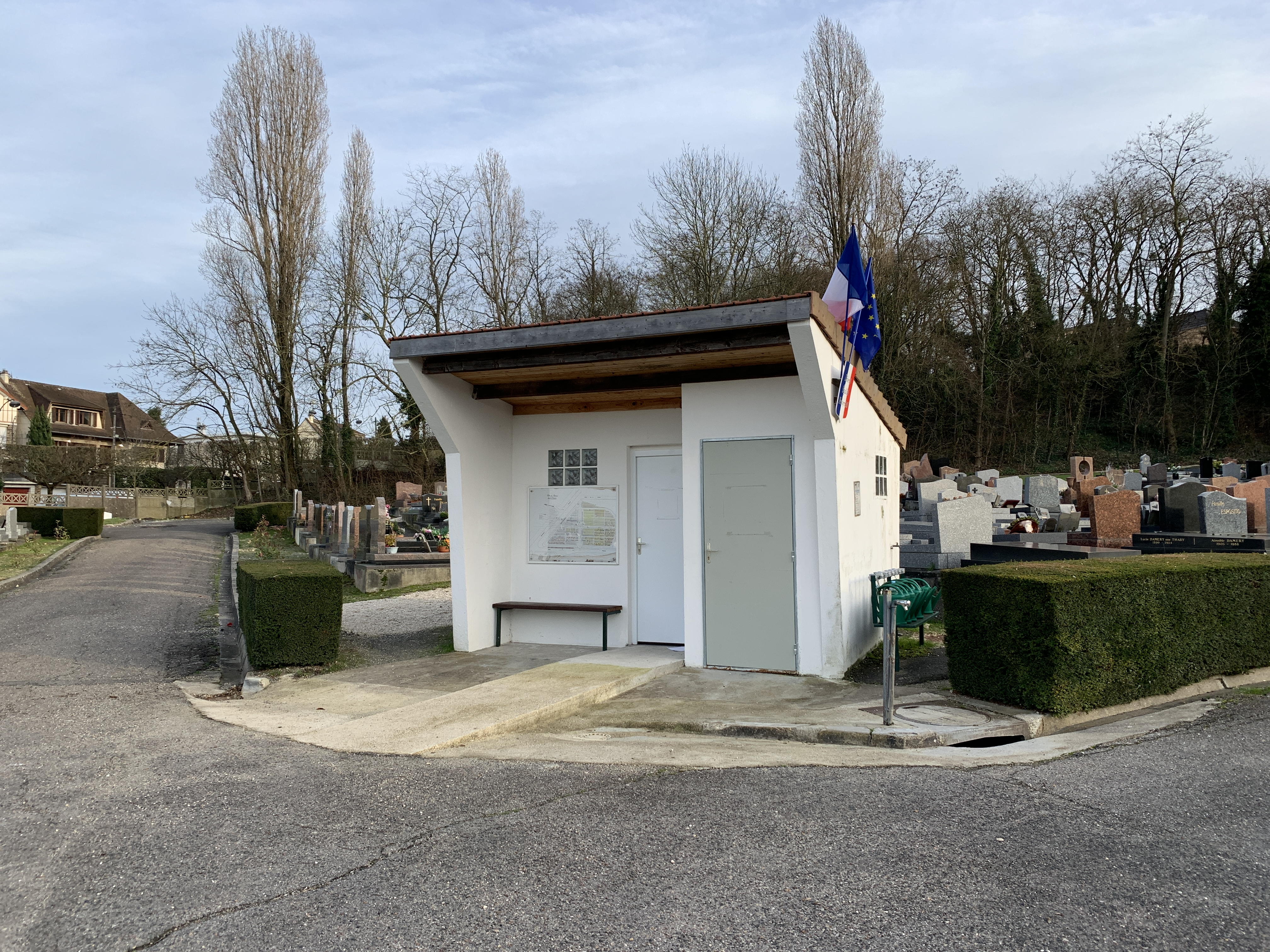
Le pavillon du gardien.

Il s'y trouve un carré militaire des morts de la Première Guerre mondiale.